# Saubere Wehrmacht
Als saubere Wehrmacht (auch umschrieben als Legende oder Mythos der sauberen Wehrmacht) wird in der jüngeren historischen Forschung ein Narrativ bezeichnet, das in den ersten Jahren der Bundesrepublik Deutschland von ehemaligen Wehrmachtsangehörigen konstruiert wurde. Als Ausgangspunkt dieses Narrativs gilt der letzte Wehrmachtbericht vom 9. Mai 1945, der propagierte, die Wehrmacht sei in „heldenhaftem Kampf einer gewaltigen Übermacht“ „ehrenvoll“ unterlegen. Ihre einmalige Leistung an der Front und für die Heimat würde „in einem späteren Urteil der Geschichte“ die „endgültige Würdigung“ finden.
Für die Verbreitung dieser Legende in der Kriegsgeschichtsschreibung war der ehemalige Generalstabschef Franz Halder maßgeblich. Er erstellte mit anderen Offizieren, deren Erfahrungen als Kriegsgefangene abgeschöpft werden sollten in der kriegsgeschichtlichen Forschungsgruppe der United States Army, der Operational History (German) Section, Studien zur Kriegführung. Diese charakterisierten die Kriegführung der Wehrmacht als anständig und heldenhaft. Halder hatte später auch anderweitig großen Einfluss auf die deutsche zivile Geschichtsschreibung, vor allem über das Netzwerk des Arbeitskreises für Wehrforschung. Mit dem Narrativ wollten führende Beteiligte auch einer möglichen Strafverfolgung entgegenwirken.
Die These von der „sauberen Wehrmacht“, obwohl wissenschaftlich unhaltbar, bot und bietet zum Teil noch heute Millionen Kriegsteilnehmern und deren Angehörigen die Möglichkeit, im opferreichen Kriegseinsatz einen Sinn zu sehen und die Verbrechen der Wehrmacht zu verdrängen. Traditionalistische Verbände, Publikationen und Familienerzählungen transportieren teilweise weiterhin das Bild einer Wehrmacht, die als von der Ideologie des Nationalsozialismus unbeeinflusst und als vom NS-Staat getrennte, unpolitische Einrichtung dargestellt wird. Verbrechen der Wehrmacht werden bestritten oder relativiert, stattdessen ihre militärische Leistung hervorgehoben.

## Wehrmacht und nationalsozialistisches Heldenideal
Die Kooperation von Wehrmachtseinheiten mit den SS-Einsatzgruppen im Holocaust, bei der brutalen Bekämpfung von Partisanen sowie dem Kampf gegen die Zivilbevölkerung verknüpfte die Kriegsführung der Wehrmacht im Zweiten Weltkrieg unlösbar mit den verbrecherischen Zielen des Nationalsozialismus. Getragen von einem antikommunistischen, in weiten Teilen auch antisemitischen und antislawischen Konsens orientierte sich das vermittelte und praktizierte Heldenideal deutscher Soldaten im Nationalsozialismus nicht mehr am Kriegsvölkerrecht, sondern an einer mitleidlosen Härte im „Vernichtungskrieg“. Verbrecherische und gegen das Völkerrecht verstoßende Befehle wie etwa der Kommissarbefehl und der Sühnebefehl wiesen die Soldaten an, den Krieg ohne Mitleid und mit gnadenloser Härte zu führen. Speziell die Ostfront wurde zu einem Raum des moralisch entgrenzten Gewalthandelns und der Gewalterfahrung für eine Generation junger Männer. Mit dem fortschreitenden Krieg verlangten Durchhalteparolen „fanatischen Widerstand“ und „heldenhafte Aufopferung“ gegen Kommunismus und „jüdischen Bolschewismus“. Gegen Kriegsende erodierte der Personenkult um Adolf Hitler. Endphaseverbrechen radikalisierter Deutscher an Häftlingen, Zwangsarbeitern und eigenen Landsleuten erschütterten den Glauben an Moral und das kollektive Heldentum in der deutschen Gesellschaft.
Am 9. Mai 1945 wurde vom neuen Reichspräsidenten und Oberbefehlshaber Karl Dönitz und dessen Beratern im Wehrmachtsbericht zur Kapitulation die Deutung gegeben, die Wehrmacht sei einer gewaltigen Übermacht ehrenvoll unterlegen. Sie hätte „heldenhaft“, „ehrenvoll“, „mit allen Kräften“ leistungsstark und effizient, unter großen Opfern getreu dem Soldateneid gekämpft. Die Toten würden zu „bedingungsloser Treue“, „Gehorsam“ und „Disziplin“ gegenüber dem Vaterland verpflichten. Auch Kriegsgegner würden der „unvergeßlichen“ Leistung der Wehrmacht die Achtung nicht versagen. Dies gilt als der von führenden Repräsentanten des NS-Regimes und der Wehrmacht im Sinne der Wehrmachtselite gemachte Ausgangspunkt der Legende von der sauberen Wehrmacht.

## Narrativ
Unmittelbar nach Kriegsende wurde nahtlos an die Kriegspropaganda anknüpfend die Beteiligung regulärer deutscher Truppen an Kriegsverbrechen zum Teil systematisch geleugnet. Dies erfolgte zunächst wohl als Selbstschutz von führend Beteiligten hinsichtlich einer möglichen Strafverfolgung durch die Alliierten. Diese Darstellung wurde sukzessive von einer retrospektiven Selbsttäuschung und der daraus resultierenden Mythenbildung der an Verbrechen beteiligten Wehrmachtssoldaten überlagert und abgelöst. Trägergruppen des Mythos wurden in erster Linie die Gruppe der ehemaligen Wehrmachtssoldaten und in zweiter Linie deren Angehörige und Verwandten.
Die Zahl der Deutschen, die den verbrecherischen rassischen und politischen Zielen des NS-Regimes in der Wehrmacht gedient hatten, ging in die Millionen. Um die Möglichkeit zu erhalten, dem opferreichen Kriegseinsatz dieser Wehrmachtsoldaten einen Sinn beizumessen, wurde die historische Wahrheit über die Verbrechen der Wehrmacht in Deutschland verdrängt.
Nachdem in der unmittelbaren Nachkriegszeit im Rahmen der Entnazifizierungsverfahren und Kriegsverbrecherprozesse teilweise empfindliche Strafen wegen während des Krieges begangener Straftaten verhängt worden waren, wendete sich in der Adenauer-Ära zu Beginn der 1950er Jahre das Blatt: In der neugegründeten Bundesrepublik Deutschland wurde nun an der „Siegerjustiz“ scharfe Kritik geübt, die Kollektivschuldthese wurde empört zurückgewiesen (nach Ansicht des Historikers Norbert Frei hatten die Alliierten sie zwar durchaus vertreten, aber eben nicht praktiziert), der Deutsche Bundestag begann Amnestiegesetze zu erlassen, von denen auch Kriegsverbrecher profitierten. Diese Delegitimierung der in der zweiten Hälfte der 1940er Jahre gefällten Urteile trug zur Konstruktion des Bildes einer „sauberen Wehrmacht“ bei: Demnach sei die Wehrmacht im Gegensatz zu den verbrecherische Mordaktionen ausführenden Polizei- und SS-Verbänden unschuldig geblieben und habe fair sowie nach den Bestimmungen des Kriegsvölkerrechts gekämpft, ohne in die Verbrechen des NS-Staates involviert gewesen zu sein. Der Krieg sei ein gerechter und verzweifelter Kampf gegen den Kommunismus gewesen, der ehrenhaft von einfachen Soldaten zur Verteidigung ihrer Heimat und Kultur vor der Aggression aus dem Osten ausgefochten worden sei. Die Soldaten hätten nicht für Hitler gekämpft. Schlimmstenfalls hätten sie widerstrebend fragwürdigen Befehlen höchster Befehlshaber unter Zwang (Befehlsnotstand) und als Reaktion auf einen ruchlosen Gegner gehorcht. Gräueltaten an Juden seien das Werk einer fanatisierten Minderheit von SS-Leuten gewesen, die die Wehrmacht höchstens nachträglich darüber informiert hätten. Diese Distanzierung von den unleugbaren kriminellen NS-Organisationen bot in der katastrophalen Niederlage Trost und Schutz vor den Anfeindungen der Weltöffentlichkeit. Mit der Entlastung der Soldaten verband sich nahezu die der gesamten Nation.
Weitere Mythen, die die Wehrmacht als ehrenhaft und professionell darstellen, sind Technikmythen zu Waffensystemen, Ereignismythen wie Stalingrad (der heroische Opfermythos des deutschen Soldaten) und Personenmythen zu erfolgreichen Jagdfliegern, U-Boot-Kommandanten und Truppenführern. Diese sind häufig miteinander verflochten und begründen eine kontrafaktische Sichtweise auf die Wehrmacht.

## Verbreitung

### Generalsdenkschrift und Nürnberger „Freispruch“
Die Generäle Walther von Brauchitsch (1938–1941 Oberbefehlshaber des Heeres), Erich von Manstein (1941/42 Oberbefehlshaber der 11. Armee, sowie 1942–1944 der Heeresgruppen Don und Süd), Franz Halder (1938–1942 Chef des Generalstabs des Heeres), Walter Warlimont (1938–1944 stellvertretender Chef des Wehrmachtführungsstabes) und Siegfried Westphal (Stabschef des Oberbefehlshabers West) verfassten 1945 die Denkschrift der Generäle mit dem offiziellen Titel Das Deutsche Heer von 1920–1945 für den Nürnberger Prozess gegen die Hauptkriegsverbrecher. Darin wurde die Rolle von Oberkommando der Wehrmacht und Oberkommando des Heeres im Zweiten Weltkrieg verharmlost und beschönigt. Die Schutzbehauptungen der Denkschrift bildeten den Grundgedanken für die spätere Verteidigung führender Wehrmachtsoffiziere in Kriegsverbrecherprozessen und bestimmten trotz stichhaltiger und umfangreicher Gegenbeweise das Bild der „sauberen Wehrmacht“ in der Öffentlichkeit.
Im Nürnberger Prozess gegen die Hauptkriegsverbrecher wurden neben anderen Organisationen 1945 auch Generalstab und OKW (annähernd 130 namentlich benannte höchstrangige Offiziere) als verbrecherische Organisation angeklagt. Das Gericht wies die Klage aus formalen Gründen ab, weil sie keine Gruppe oder Organisation im Sinne der Gerichtsstatuten darstellte. Das Urteil verwies aber auf die Schuld führender Offiziere, die ein Schandfleck für das ehrbare Waffenhandwerk geworden seien und in Wahrheit an Verbrechen rege teilgenommen oder in schweigender Zustimmung verharrt hätten. Soweit der Sachverhalt es rechtfertige, sollten diese Leute individuell vor Gericht gestellt werden. Interessierte Kreise bildeten daraus in der deutschen Nachkriegsöffentlichkeit die Legende, die Wehrmachtführung sei in den Nürnberger Prozessen von der „Siegerjustiz“ freigesprochen worden.

### Himmeroder Denkschrift und politische Ehrenerklärungen
Mit dem Koreakrieg und der geplanten Westintegration Deutschlands forderten deutsche Militärs mit erstarkendem Selbstbewusstsein 1950 die Freilassung der verurteilten Kameraden in der Himmeroder Denkschrift im Gegenzug zu einem Wehrbeitrag. Der designierte NATO-Oberbefehlshaber Dwight D. Eisenhower, der sich zuvor vielfach sehr negativ über die Wehrmacht geäußert hatte, gab 1951 eine Ehrenerklärung für die „Mehrheit der deutschen Soldaten und Offiziere“ ab, da ein wirklicher Unterschied zwischen ihnen und Hitler und seiner kriminellen Gruppe bestehe. Bundeskanzler Konrad Adenauer (CDU) folgte im selben Jahr mit einer Ehrenerklärung eingeschränkt auf jene Soldaten, die sich nichts zu Schulden hätten kommen lassen.

### Kriegsgeschichtliche Forschung und Memoiren
Hinzu kamen die Aussagen, Memoiren und kriegsgeschichtlichen Studien früherer deutscher Offiziere. Dieses Geschichtsbild entwarfen maßgeblich der ehemalige Generalstabschef Franz Halder und andere Offiziere, die seit ihrer Kriegsgefangenschaft für die kriegsgeschichtliche Forschungsgruppe der United States Army in der Operational History (German) Section tätig waren. Dem Netzwerk um Halder gelang die Konstruktion einer aus der Bundesrepublik bis in den Westen ausstrahlenden Apologie der Wehrmacht gegenüber dem dämonisierten militärischen Dilettanten Hitler. Diese Apologie ist vergleichbar mit der Dolchstoßlegende und wurde durch die Beteiligung und Instrumentalisierung auch renommierter Historiker über Jahre im Bewusstsein der Öffentlichkeit zementiert. Die deutschen Militärs beschworen häufig ein antikommunistisches und von antislawischen Vorurteilen geprägtes Bild von Russland, das im Kalten Krieg sowohl in Westdeutschland als auch bei vielen Amerikanern akzeptabel war. Die Aufrechterhaltung des Russlandfeindbildes erlaubte es den deutschen Militärs, die Legende von der „sauberen Wehrmacht“ mit der Legende von der „Rettungsmission des deutschen Ostheeres“ zu verbinden und so die verbrecherische Kriegführung der Wehrmacht als verzweifelten Akt der Verteidigung westlicher Kultur zu rechtfertigen. Der Freiburger Militärhistoriker Wolfram Wette sieht die Intentionen Halders, an der sich seine Mitautoren aus dem ehemaligen Offizierskorps der Wehrmacht zu orientieren hatten, in der Zielvorstellung, „die Heeresführung geradezu [als] historische Opfer Hitlers, zumindest aber mißbrauchte Instrumente seiner verbrecherischen Politik darzustellen“ und eine „vermeintlich saubere Kriegführung der Wehrmacht vom schmutzigen, völkerrechtswidrigen Krieg der SS“ scharf zu trennen. Ihren Vorteil des exklusiven Aktenzugangs nutzten die Generäle um Halder dann auch für Schriften im Bereich der zivilen Geschichtsschreibung, die sie ab 1954 im Rahmen des Arbeitskreises für Wehrforschung veröffentlichten.
Ab 1949 erschienen zahlreiche Memoiren deutscher Offiziere, die in der Wehrmacht führende Positionen bekleidet hatten. Halder, Dönitz, Guderian, Kesselring, von Manstein, Rommel, Heusinger, Warlimont und Greiner waren darunter. Darin wurde Hitler tendenziell als der kleine Gefreite dargestellt, der den professionellen Militärs ins Handwerk gepfuscht habe. Verbrecherische Handlungen des Heeres, wenn sie überhaupt vorkamen, wären Taten einzelner Soldaten gewesen, die nicht ungesühnt blieben. Diese Memoiren prägten nicht nur das Bild der Wehrmacht in der deutschen Öffentlichkeit, sondern eine Reihe international renommierter, hauptsächlich angelsächsischer Historiker und Militärpublizisten teilten das freundliche Bild einer militärisch effizienten und in Kriegsverbrechen nicht mehr als andere Armeen verwickelten Wehrmacht. Allen voran ist der britische Militärschriftsteller Basil H. Liddell Hart zu nennen. In den ehemals von der Wehrmacht eroberten, besetzten, unterdrückten und ausgeplünderten Ländern griff diese Darstellung nicht.
Zuerst als Illustriertenserie in Kristall und dann 1963 mit dem Buch Unternehmen Barbarossa entwarf der ehemalige, von 1940 bis 1945 als Pressechef im Auswärtigen Amt als NS-Propagandaspezialist tätige SS-Obersturmbannführer Paul Karl Schmidt unter dem Pseudonym Paul Carell ein Loblied auf den deutschen Soldaten und vertrat die These vom Präventivkrieg gegen den Bolschewismus, die er geschickt aus zahlreichen Dokumenten und Interviews zusammenmontierte. Bei der Buchvorbereitung hatten ehemalige Militärs und SS-Führer eng mit Schmidt zusammengearbeitet und das Buch leistete einen wichtigen Beitrag, in der Öffentlichkeit das Bild der sauberen Wehrmacht und Waffen-SS zu verankern. Kriegsverbrechen und die eigentlichen Ziele des Feldzuges wurden ausgeblendet, während das deutsche Ostheer als bewunderungswürdiges militärisches Instrument beschrieben wurde. Zusammen mit dem darauffolgenden Werk Verbrannte Erde prägte das Buch für zwei Jahrzehnte als eine Art „Haus- und Volksbuch“ das westdeutsche Geschichtsbild vom Krieg gegen die Sowjetunion.

### „Kriegsverurteilte“ und „Heimkehrer“
Erste Bemühungen um die Begnadigung von verurteilten Kriegs- und NS-Verbrechern setzten bereits 1946/47 unter maßgeblicher Mitwirkung der evangelischen und katholischen Kirche ein. Sie entsprangen den nur schlecht verhüllten nationalen Ressentiments gegen eine angebliche Siegerjustiz. Die gesamte Bonner Politik, unterstützt – wenn nicht getrieben – von der Publizistik und den alten militärischen, wirtschaftlichen und bürokratischen Eliten, drängte mit der Gründung der Bundesrepublik auf eine Lösung des Kriegsverbrecherproblems. Mit dem Koreakrieg und der geplanten Westintegration der Bundesrepublik ins westliche Militärbündnis forderten die deutschen Militärs in der Wiederbewaffnungsdebatte mit erstarkendem Selbstbewusstsein die Freilassung der verurteilten Kameraden (Himmeroder Denkschrift) im Gegenzug zu einem Wehrbeitrag. Die Freilassung der „Kriegsverurteilten“ wurde entsprechend der Volksstimmung von FDP und Deutscher Partei im Wahlkampf zu einer Frage der nationalen Ehre stilisiert. Das erbitterte Ringen um ihre Freilassung führte zu immer neuen Begnadigungswellen der Westalliierten und trug dazu bei, dass der fundamentale Unrechtscharakter des NS-Regimes und seines Angriffskrieges in der Bundesrepublik ausgeblendet werden konnte.

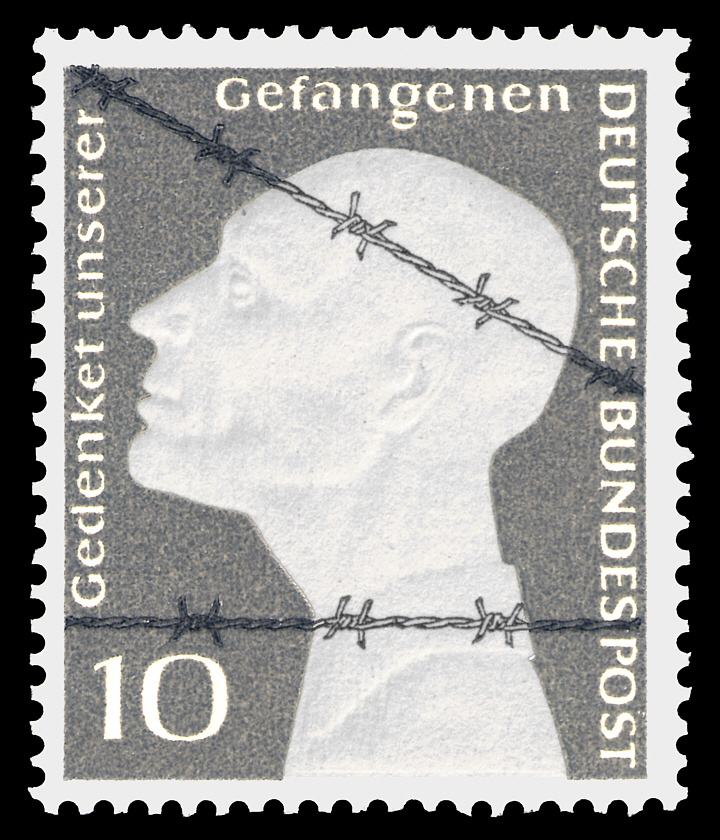
Westdeutsche Briefmarke (1953) „Gedenket unserer Gefangenen“

Stacheldrahtdarstellungen waren während der 1950er Jahre als Symbol externer Gefangenschaft in Bezug auf Kriegsgefangene und Zivilinternierte in der Sowjetunion sowie in alliierten Haftanstalten einsitzende verurteilte Kriegsverbrecher omnipräsent. Stacheldraht wurde zum Symbol eines angeblichen Unrechts, das die Sieger dem früheren Kriegsgegner widerfahren ließen. Die gesellschaftliche Selbstviktimisierung als Opfer von Rache und Siegerwillkür überlagerte die Bilder von den Konzentrationslagern und rechtsextreme Publikationen begannen angebliche „Verbrechen am deutschen Volk“ anzuprangern.
Die Frage der Freilassung von deutschen Kriegsgefangenen in der Sowjetunion spielte Anfang der 1950er Jahre eine wichtige Rolle. Dazu betrieb der Verband der Heimkehrer, Kriegsgefangenen und Vermisstenangehörigen Deutschlands eine starke Öffentlichkeitsarbeit zur Freilassung von Kriegsgefangenen und auch verurteilten Kriegsverbrechern. Hinsichtlich möglicher Verbrechen der Heimkehrer aus der Sowjetunion wurde bei deren Ankunft im Grenzdurchgangslager Friedland keine Überprüfung auf vorliegende Haftbefehle und strafrechtliche Ermittlungen durch die bundesdeutschen Behörden durchgeführt. Sowjetische Verurteiltenlisten, die häufig auf zweifelhaften Kollektivurteilen wegen der Zugehörigkeit zu bestimmten Wehrmachtseinheiten oder der SS beruhten, wurden nicht zur Identifizierung verdächtiger Soldaten für eine bundesdeutsche Strafverfolgung verwendet. Unter den Heimkehrern war das Bedürfnis, die Wehrmacht und zugleich jeden Soldaten – aber gerade auch sich selbst – als ehrenhaft darzustellen, enorm. So legte der SS-Arzt Ernst Günther Schenck mit weiteren 596 Wehrmachtsangehörigen und Angehörigen der Waffen-SS am 13. Dezember 1955 in Friedland als Wortführer den „Schwur von Friedland“ ab und versicherte, dass sie nur nach den Gesetzen des Krieges gehandelt und weder geplündert, gemordet noch geschändet hätten. Tatsächlich handelte es sich um einen Meineid.

### Deutungen des militärischen Widerstandes

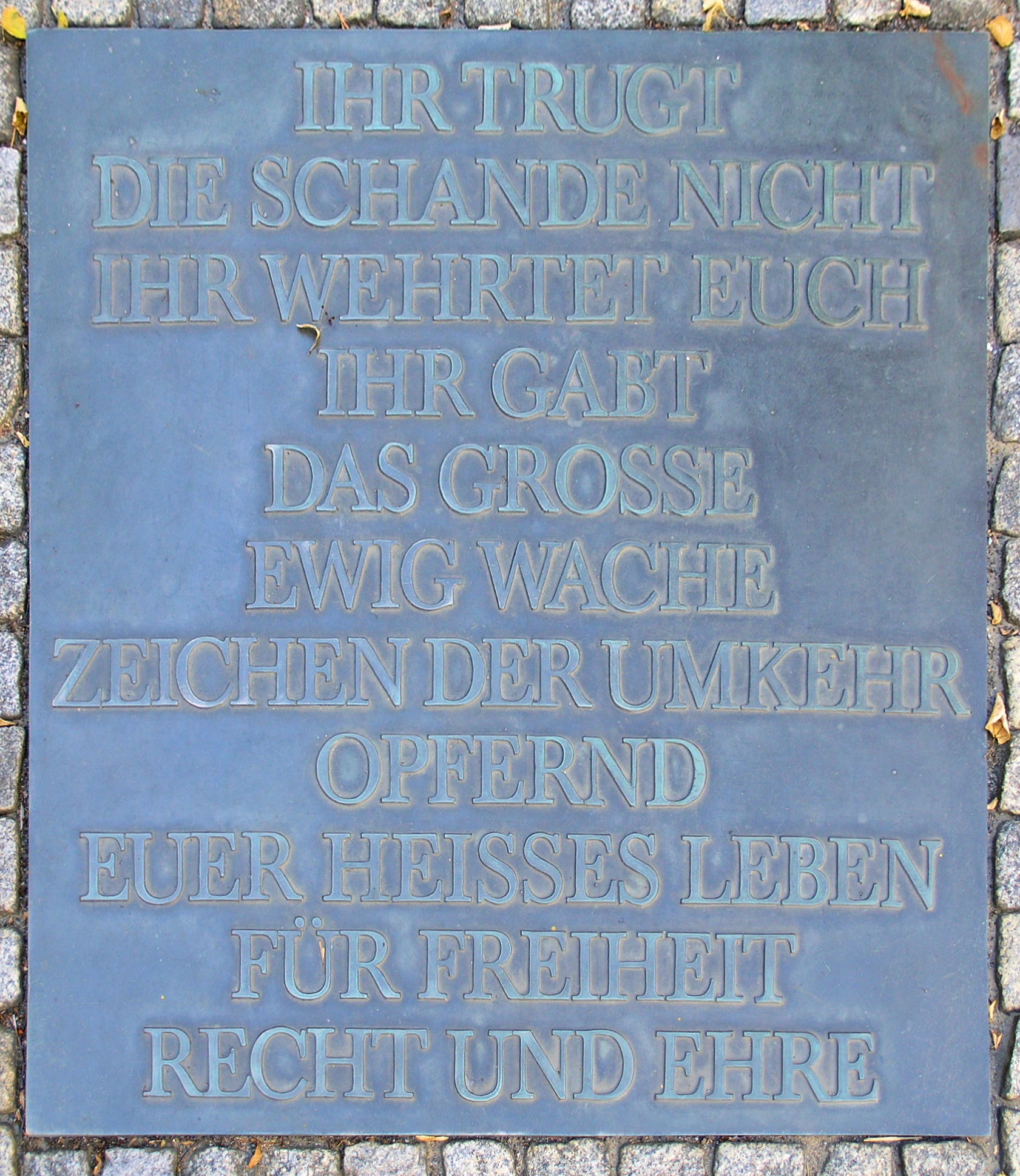
Gedenktafel, Stauffenbergstraße, Berlin 2009

In der Gründungszeit der Bundesrepublik befand sich die westdeutsche Politik in einem Dilemma: Einerseits sollte nach außen hin das Attentat vom 20. Juli 1944 als Beleg für die Existenz eines anderen Deutschlands stehen, das in die Völkergemeinschaft zurück wollte. Andererseits wollte man nach innen nicht den Millionen von ehemaligen Soldaten, die ihrem Eid auf den Führer bis zuletzt Folge geleistet hatten, den Sinn und die Anerkennung ihres Kriegseinsatzes dramatisch in Frage stellen.
Für die Mehrheit der ehemaligen Wehrmachtsoffiziere und insbesondere auch den politisch einflussreichen Manstein waren die Männer des 20. Juli verabscheuungswürdige „Eidbrecher“. 1952 erstattete Innenminister Robert Lehr (CDU) als Privatperson Anzeige gegen Otto Ernst Remer wegen der Schmähung der Widerstandskämpfer. Der Generalstaatsanwalt von Braunschweig, Fritz Bauer, setzte gegen Widerstände eine Anklage durch und das Gericht urteilte, dass die Männer des 20. Juli in nahezu vollständiger Geschlossenheit keine Landesverräter waren. Remer wurde zu einer Haftstrafe verurteilt und floh ins Ausland. Die Berichterstattung über den Prozess rehabilitierte die Verschwörer in der Öffentlichkeit. Das Urteil legte aber auch den Keim, die Verschwörer später geradezu als Väter der westdeutschen Demokratie zu verklären. Es entstanden Filme wie Canaris (1954), Es geschah am 20. Juli (1955) und Operation Walküre (1971).
Als vorrangiges Ziel dieser antikommunistischen Vorreiter wurden zunehmend die Ehrenrettung Deutschlands, die moralische Rehabilitierung und die Ermöglichung eines Neubeginns genannt. Die Vertreter des Militärs betonten zu zahlreichen Anlässen bewusst die Vorbildfunktion des 20. Juli, was nunmehr auf andere Weise zum Mythos einer sauberen Wehrmacht beitrug. In den 1990er Jahren wurde der konservativ-militärische Widerstand auch auf Initiative der Regierung Kohl hervorgehoben. Der Spielfilm Stauffenberg (2004) von Jo Baier personalisierte die Putschbewegung und verschwieg dabei eines der Hauptmotive Stauffenbergs, nämlich seinen Widerstand gegen die Ermordung der Juden.

### Traditionspflege

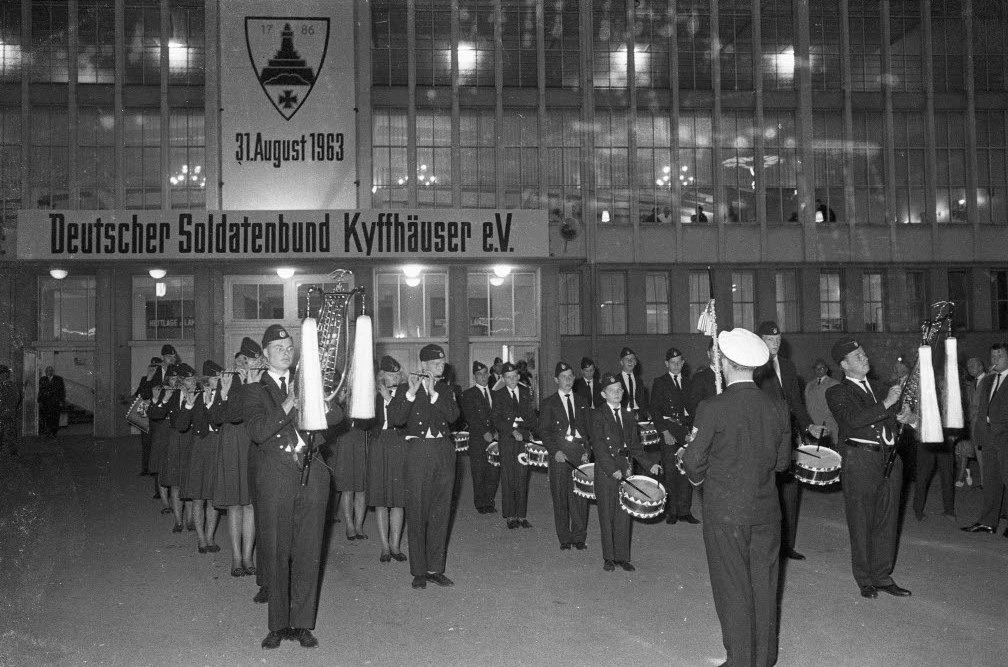
Bundestreffen Kyffhäuserbund, 1963

Die Demobilisierung und Demilitarisierung Deutschlands durch die Kontrollratsproklamation Nr. 2 verbot Veteranenvereinigungen. Die politisch deklassierten, sozial marginalisierten und materielle Not leidenden Veteranen und deren Angehörige sowie Witwen und Waisen fanden zunächst nach der Aufhebung des Verbotes Ende 1949 in sogenannten „Notgemeinschaften“ zusammen, die sich zum Dachverband Bund versorgungsberechtigter ehemaliger Wehrmachtsangehöriger und ihrer Hinterbliebenen, ab 1951 Verband deutscher Soldaten, zusammenschlossen und Versorgungsansprüche der Kriegsteilnehmer einforderten. Dieser Verband vertrat vor allem die Interessen ehemaliger Offiziere und erhielt Auftrieb durch den Widerstand gegen die Entnazifizierung, die Kriegsverbrecherprozesse gegen hohe Generäle und die Alliierte Entmilitarisierung. Die Mitglieder waren Soldatenverbände wie Stahlhelm, Traditionsgemeinschaft Großdeutschland, Verband deutsches Afrikakorps und auch die Hilfsgemeinschaft auf Gegenseitigkeit der Angehörigen der ehemaligen Waffen-SS (HIAG). Die Veteranen verstanden sich als unpolitische Opfer des Zweiten Weltkrieges, die für Deutschland und nicht das NS-Regime gekämpft hätten. Sie nährten den Mythos der sauberen Wehrmacht und nahmen im Rahmen ihrer Lobbyarbeit Kontakt mit einflussreichen Politikern auf.

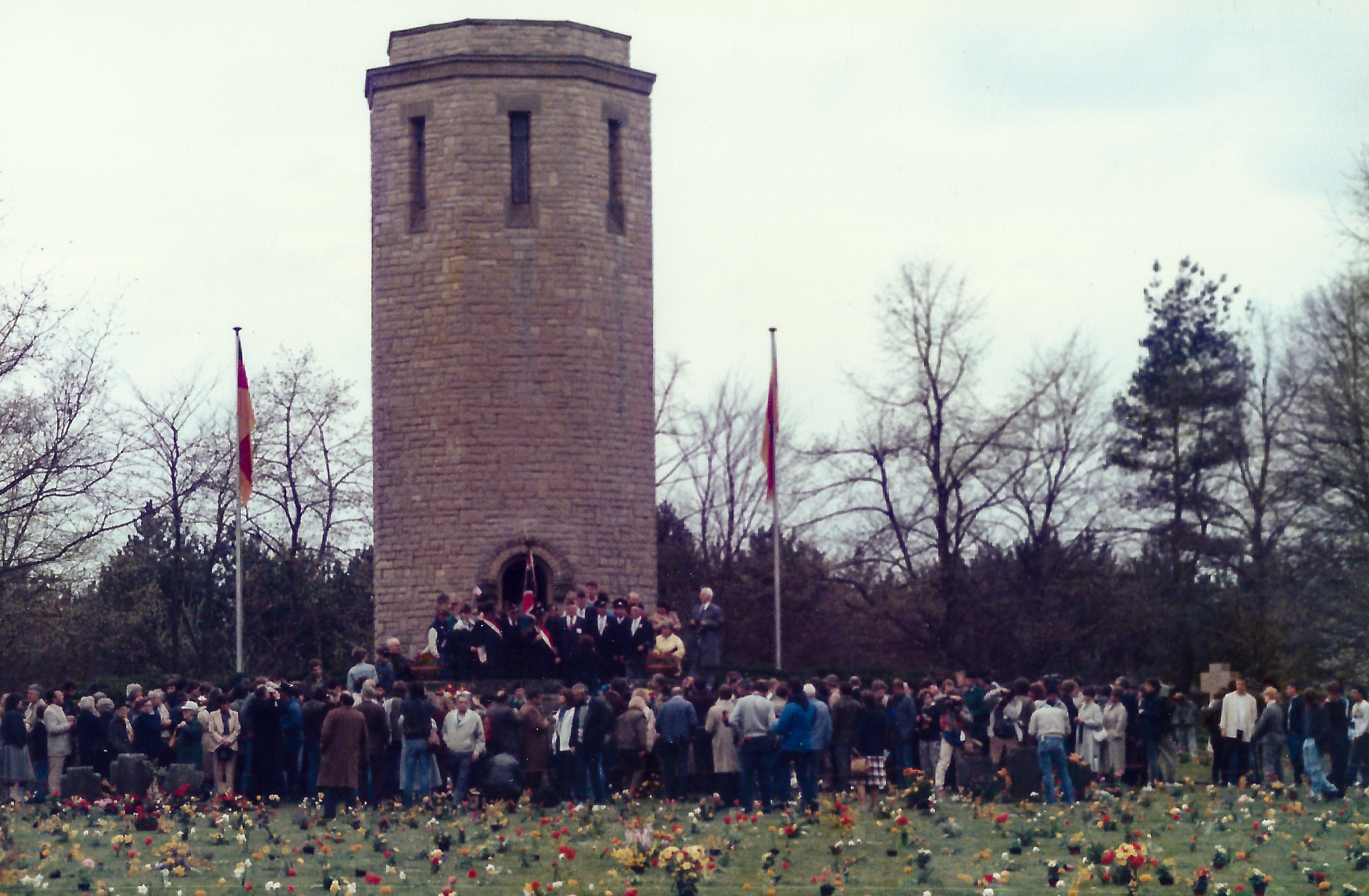
Kranzniederlegung durch Reagan und Kohl am Soldatenfriedhof Bitburg 1985

Zum eigenen Opferbild einer Kriegsgesellschaft trugen mit der zehnten Wiederkehr der Städtebombardierungen lokale Gedenkfeiern und die Wiedereinführung des Volkstrauertages (an Stelle des nationalsozialistischen Heldengedenktages) 1952 bei. Bei Staatsbesuchen im europäischen Ausland wurden Zeremonien an Kriegsgräberstätten und weniger Besuche an Orten deutscher Massaker prägend. Gesten der Aussöhnung wie 1985 der umstrittene Besuch von Bundeskanzler Helmut Kohl und dem amerikanischen Präsidenten Ronald Reagan mit Kranzniederlegung am Soldatenfriedhof Bitburg betonten das Leid der eigenen Bevölkerung und implizierten Bilder einer sauberen Wehrmacht. Das Gedenken an die deutschen Kriegstoten und die NS-Verfolgten funktionierte nach 1945 auf zwei Ebenen der Entdifferenzierung unter dem Konstrukt „Opfer der Kriege und der Gewalt“. Die deutschen Gefallenen und Kriegstoten wurden zu Opfern mit einer impliziten Unschuldsvermutung erklärt. Täter und Opfer waren tot und somit gleichermaßen Kriegsopfer (all victims together). Gleichzeitig wurde dem Tod der Opfer wie nach allen Kriegen ein Sinn unterstellt. So sollte nach Ansicht des Volksbunds Deutsche Kriegsgräberfürsorge der Volkstrauertag 1970 als „Mahntag zum Frieden“ die Überlebenden „mahnen“, „fordern“ und „verpflichten“. Die Frage, wofür die deutschen Soldaten im Zweiten Weltkrieg eigentlich kämpften und ihr Leben opferten, wurde vom Volksbund sorgfältig vermieden, ebenso wie eine Thematisierung von Verstrickungen der Wehrmacht ins NS-System. Gegen die Wehrmachtsausstellung des Hamburger Instituts für Sozialforschung wurde 1997 vorgebracht, sie könne niemals der Versöhnung dienen. Als sich der Volksbund 2015 ein Leitbild mit einem Passus zum Zweiten Weltkrieg geben wollte, stellten Mitglieder und Spender ihre Unterstützung ein, weil das Erbe der Wehrmacht und die Ehre der Wehrmachtssoldaten und damit der Väter, Großväter und Urgroßväter auf dem Spiel stand. Das 2016 verabschiedete Leitbild schuf Nischen und Freiräume für ein weiterhin unbelastetes und unreflektiertes Familiengedenken. Es hieß, pauschale Schuldzuweisungen bezüglich persönlicher Verantwortung in Krieg und Diktatur verböten sich und die meisten Soldaten hätten im Bewusstsein gekämpft, ihre nationale Pflicht zu erfüllen.

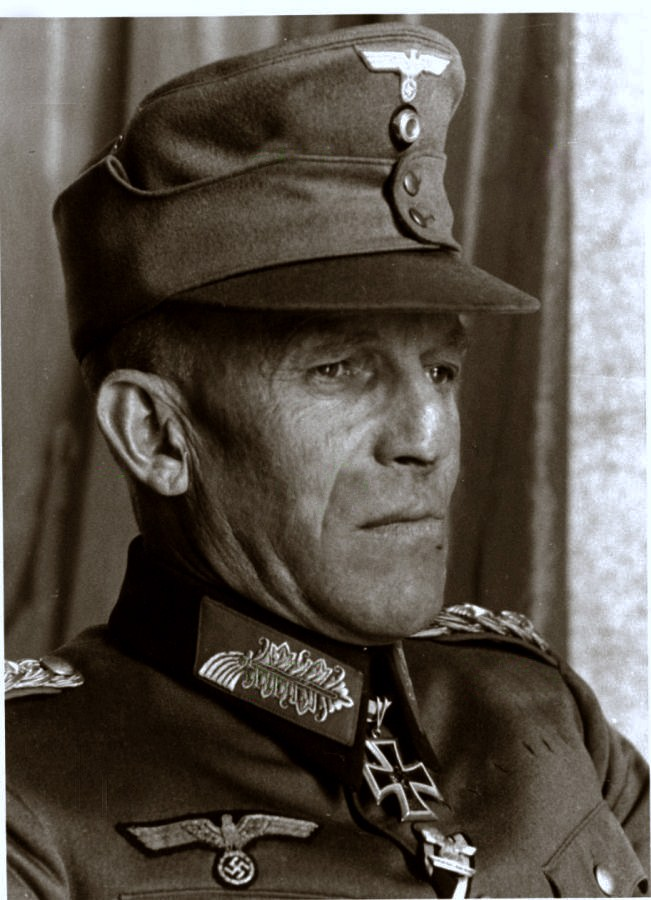
General Ludwig Kübler, langjähriger Namenspatron einer Bundeswehrkaserne

Die Wehrmacht war die chronologische Vorläuferin der Bundeswehr und so gab es zwangsweise viele personelle Kontinuitäten. Die Repräsentanten der zweiten deutschen Republik wünschten dagegen eine politische Distanz zu dieser Institution des NS-Unrechtsstaates. Für die aus der Wehrmacht kommenden Offiziere der Aufbaugeneration der Bundeswehr war das Festhalten an dem Bild der sauberen Wehrmacht emotional mit ihrem Selbstwertgefühl als deutsche Berufsmilitärs verknüpft, so dass es nur wenige Reformer und deutlich mehr Traditionalisten gab. Sie verteidigten ihr Wehrmachtbild mit Verweis auf die auch von Gegnern gerühmte hohe Professionalität und Effektivität der Wehrmacht und auf das Prinzip von Befehl und Gehorsam und den sich daraus ergebenden Befehlsnotstand. Bundeswehrkasernen erhielten Namen von Generälen der Wehrmacht, auch wenn darunter Antisemiten, bekennende Nationalsozialisten der ersten Stunde und Kriegsverbrecher waren. Nachdem es über Ehrenerklärungen für die wegen Kriegsverbrechen verurteilten Großadmirale Dönitz und Raeder zu einer öffentlichen Diskussion („Großadmiralsfrage“) gekommen war, versuchte Verteidigungsminister Kai-Uwe von Hassel 1965 mit einem ersten Traditionserlass, der Bundeswehr den Konflikt durch Einbindung der Traditionalisten zu lösen. Auf die Wehrmacht als Institution wurde nicht eingegangen, aber immerhin lobte der Erlass die militärischen Widerstandskämpfer des 20. Juli, die zuletzt nur noch ihrem Gewissen verantwortlich sich bewährt hätten.
Nach der Affäre um ein Traditionstreffen mit Alt-Nazi Hans-Ulrich Rudel (1976) und der Diskussion um die wohlbegründete Ablehnung eines Ehrenbegräbnisses für Dönitz (1980) rückte die Traditionspflege wieder in den Blickpunkt. Durch Nachrüstungsdiskussion, Friedensbewegung und das Ausscheiden der Kriegsgedienten aus dem aktiven Dienst gab es eine neue Diskussionskultur. 1982 wurde durch Verteidigungsminister Hans Apel (SPD) der zweite Traditionserlass herausgegeben. Darin hieß es, dass die „Streitkräfte“ teils schuldhaft mit dem Nationalsozialismus verstrickt waren, teils schuldlos missbraucht wurden und dass ein Unrechtsregime keine Tradition begründen könne. Damit wurden die Traditionalisten unter den aktiven Militärs gebunden. Die Soldatenverbände liefen gegen diese Interpretation Sturm, denn sie fürchteten um das jahrzehntelang gepflegte Bild der „sauberen Wehrmacht“. Der kritischen Wehrmachtsforschung wurde von ihnen vorgeworfen, das deutsche Militär zu diffamieren und das Ansehen des deutschen Soldaten böswillig anzugreifen. Millionen ehemaliger Wehrmachtssoldaten und das deutsche Soldatentum würden verleumdet.

### Unterhaltung
Kriegsromane, die zunächst als Fortsetzungsgeschichten in auflagenstarken Illustrierten erschienen, folgten oft einem festen schablonenhaften Muster von Gut und Böse. Die Helden waren jung, blond, strahlend, sprachbegabte Landeskundler, vorbildliche Vorgesetzte, harmlose Idealisten und draufgängerische Soldaten, kurz: Herrenmenschen. Fanatiker, Dilettanten, Intriganten, Bösewichte und Mörder waren dagegen die Nationalsozialisten, während Partisanen als üble Charaktere vom Drogenhändler bis zum Zuhälter dargestellt wurden. Trivialromane konstruierten nationale Entschuldigungsmythen. Alle wollten nur ihre Pflicht erfüllt haben, von Verbrechen habe man nichts gewusst und nur die SS-Nazis hätten gemordet. Besonders auflagenstarke Kriegsromane waren Der Arzt von Stalingrad (1956) von Heinz G. Konsalik und die 08/15-Trilogie (1954–55) von Hans Hellmut Kirst. Das Erscheinen von Antikriegsromanen wie Bölls Kreuz ohne Liebe (1947) wurde verhindert und andere wie Der Überläufer (1951) von Lenz und Zeit zu leben und Zeit zu sterben (1954) von Remarque mussten umgeschrieben werden.

Filmplakat zu Hunde, wollt ihr ewig leben?, 1959

Deutsche Kriegsfilmproduktionen waren bis zum Aufbau der Bundeswehr 1955 unpopulär und nahezu ein Tabu. Mit der Wiederbewaffnung kamen deutsche Produktionen wieder auf und betonten oft eine Bipolarität: einerseits die unpolitische, sich nur dem Vaterland verpflichtet fühlende Wehrmacht und andererseits wahnsinnig erscheinende, oftmals zu Einzelgängern stilisierte Vertreter des Hitler-Regimes. Es wurde ein moralisch geläuterter Generalstab suggeriert und die Kriegsschuld auf Hitler projiziert. Die Mehrheit der Filme verbreitete die Botschaft einer von der NS-Führung missbrauchten Wehrmacht. Großteils als Antikriegsfilm ausgewiesen, wurde eine dem Militär Schuld absprechende, oftmals kriegsverherrlichende Botschaft gesendet. Die identitätsstiftenden Figuren waren niemals Mitverantwortliche, sondern immer nur Opfer der Politik. So wurde ein filmisches Bild der sauberen Wehrmacht inszeniert. Bekannte Werke sind 08/15 (1954), Des Teufels General (1955), Der Stern von Afrika (1957) und Hunde, wollt ihr ewig leben? (1959). Vom relativierenden und exkulpierenden Gestus aus der Adenauer-Ära konnten sich auch spätere Produktionen wie Das Boot (1981) und Stalingrad (1993) nicht gänzlich lösen.
Anfang der 1950er Jahre entstand die profitorientierte Romanhefteproduktion des Kriegsromans, in dem die deutsche Wehrmacht heroisiert und verherrlicht wurde. Das auflagenstärkste und als Synonym für dieses Genre geltende Produkt war Der Landser, der von 1957 bis 2013 vertrieben wurde. Es wurde darin die Botschaft vom fairen, ritterlich geführten Krieg der deutschen Armeen vermittelt. Identifikationsstiftende Figuren waren darin angebliche „Landser“, also einfache Soldaten (in Wahrheit meist Unteroffiziere oder Offiziere), die pflichtbewusst jeden Befehl ausführten, auch wenn sie nicht wussten wofür. Unterlegenen und Gefangenen gegenüber verhielten sie sich stets fair.

### Österreichische Opferthese
In den Nachkriegsjahren bis etwa 1955 entwickelte sich in Österreich zunächst eine allgemeine undifferenzierte Opferthese für die ganze österreichische Gesellschaft. Heimkehrer- und Stalingraderzählungen bildeten sich zusätzlich als Diskursstränge heraus, die als Bestandteile der Legende von der sauberen Wehrmacht gewertet werden können. In den 1950er und 1960er Jahren dominierten dann Stalingraderzählungen und die „Hitlerisierung“ die mediale Erinnerung an den Zweiten Weltkrieg. Es entstand ein Wehrmachtsbild, das die Soldaten nur in der Rolle der missbrauchten Opfer des Krieges sah. Schuld und Verantwortung wurden auf Hitler konzentriert und abgewälzt. Die Involvierung der Wehrmacht in Erschießungsaktionen wurde in den Medien nicht erwähnt. Ab 1985 kam es in Teilen der Medien zu einer kritischeren Auseinandersetzung und die Waldheim-Affäre 1986 führte zu einer großen vergangenheitspolitischen Debatte. Die Mehrheit der Medienkonsumenten wurde aber noch bis in die 1990er Jahre von der Kronen Zeitung und anderen mit dem Bild der sauberen Wehrmacht konfrontiert. Erst die Wehrmachtsausstellung von 1995 brachte einen Wandel in der öffentlichen Wahrnehmung.

### Internet
Im Internet werden unpräzise, undifferenzierte und teilweise manipulative Beiträge zur Wehrmacht veröffentlicht. Kriegsspiele nutzen virtuelle Charaktere von Wehrmachts- und SS-Soldaten als unpolitische Figuren und Superhelden. Der Versandhandel mit Wehrmachtsdevotionalien findet auf Plattformen statt und auf Foren tauschen sich Militaria-Fans aus und bilden Reenactmentgruppen. Dadurch findet eine Entkontextualisierung und Entpolitisierung von Wehrmacht, SS und deren Verbrechen statt. Wehrmachtsapologie, Holocaustleugnung, NS-Rehabilitierung und rechtsextreme Propaganda können im Internet nicht nur leicht, sondern auch subtil zusammengeführt werden.

## Aufklärung

### Alliierte Prozesse

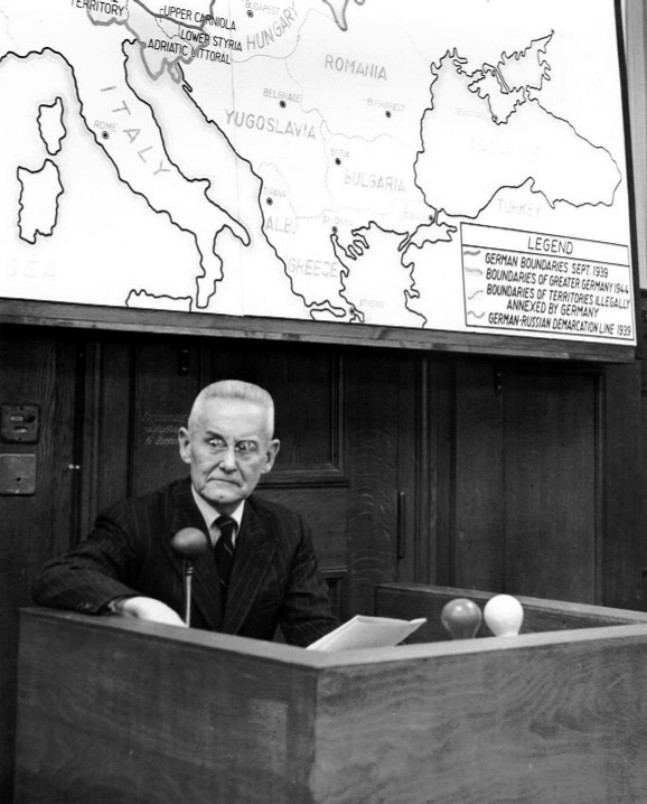
Franz Halder als Zeuge der Anklage im Prozess Oberkommando der Wehrmacht, 1948

Mit dem Kontrollratsgesetz Nr. 10 wurde durch die Alliierten ein einheitlicher Rechtsrahmen für die juristische Aburteilung von Kriegsverbrechern geschaffen. Die Sowjets klagten 14.080 Personen an, was kaum bekannt ist, und hielten Zehntausende in geheimen Gefängnissen wegen Kriegsverbrechen in Haft. Die Amerikaner führten den Milch-Prozess, den Prozess Generäle in Südosteuropa und den Prozess Oberkommando der Wehrmacht in Nürnberg durch (Nürnberger Nachfolgeprozesse). Die Briten gingen mit dem traditionellen Rechtsmittel des Royal Warrant einen eigenen Weg gegen die Hauptkriegsverbrecher der zweiten Reihe. Nur die Amerikaner verfolgten mit den Prozessen das Ziel, ausgehend von den Erfahrungen der Leipziger Prozesse die begangenen Verbrechen nicht nur juristisch aufzuarbeiten, sondern auch anschließend publizistisch zur Aufklärung und Demokratisierung in Deutschland zu nutzen. Damit sollte auch eine Mythenbildung verhindert werden. Eine deutschsprachige Prozessdokumentation wurde entgegen den Planungen nicht realisiert und die breite öffentlichkeitswirksame Diskussion um die Kriegsverbrechen der Wehrmacht wurde angesichts der erheblichen deutschen Widerstände nicht geführt, um die Westanbindung und Wiederbewaffnung Deutschlands im Kalten Krieg nicht zu gefährden.
Nach dem Kesselring-Prozess von 1947 vermieden die Briten vor dem Hintergrund des Kalten Krieges weitere Prozesse gegen deutsche Feldmarschälle wegen Kriegsverbrechen. Ein Verfahren gegen Manstein wurde widerstrebend 1949 eröffnet und sollte eine Auslieferung an Polen oder die Sowjetunion vermeiden. In Großbritannien gab es eine starke Opposition gegen den Prozess. Dadurch hielten die Sowjets Belastungsmaterial zurück. Manstein wurde zu 18 Jahren Haft verurteilt, aber schon 1952 vorzeitig entlassen. Die Berichterstattung um den Manstein-Prozess geriet zu einem PR-Desaster, da sie nicht die Kenntnis über die Verbrechen des Generals, sondern dessen Popularität vergrößerte.

### Deutsche Nachkriegsjustiz
Eine systematische Verfolgung von Kriegs- und NS-Verbrechen begangen durch Wehrmachtsangehörige fand politisch gewollt nicht statt. Zwar lagen den Gerichtsbüchereien die Dokumentationen des Nürnberger Prozesses mit ihren Protokollen und Beweisdokumenten vor, aber mangels Zuständigkeit (die Tatorte lagen im Ausland und die Aufenthaltsorte der Täter waren unbekannt) wurde den Taten durch die lokalen Staatsanwaltschaften nicht nachgegangen. Es kam nur zur Strafverfolgung aufgrund gelegentlicher Anzeigen zu Einzelfällen. 1956 wurde das Kontrollratsgesetz Nr. 10 außer Kraft gesetzt und es kam auf westdeutscher Seite nur noch zu zufälligen Strafverfolgungen und auf ostdeutscher Seite zu Ermittlungen mit Propagandaeffekt gegen die Bundesrepublik. Die westdeutschen Entscheidungen waren von Schlussstrichmentalität und die ostdeutschen vom Propagandazweck geprägt.
Als nach dem Ulmer Einsatzgruppen-Prozess 1958 die Zentrale Stelle der Landesjustizverwaltungen zur Aufklärung nationalsozialistischer Verbrechen eingerichtet wurde, legten Verwaltungsvereinbarungen fest, dass sie sich um NS-Verbrechen, nicht aber um Kriegsverbrechen im Rahmen der Durchführung von „Vorermittlungen“ kümmern solle. Für Kriegsverbrechen sollten die Ludwigsburger Staatsanwälte nur zuständig sein, wenn Taten in untrennbarem Zusammenhang mit aus nationalsozialistischer Gesinnung begangenen Verbrechen stünden. Die Politik hielt es für möglich und wünschenswert, NS-Verbrechen und Kriegsverbrechen so klar voneinander zu unterscheiden wie SS und Wehrmacht. In Fällen, in denen die Zentralstelle gegen Wehrmachtsangehörige wegen des Legalitätsprizips ermitteln musste, ist es aus Mangel an Beweisen, Verjährung oder dem Tod des Beschuldigten zu keiner Anklage gekommen. Alfred Streim, ehemaliger Leiter der Zentralstelle, urteilte im Nachhinein, dass die strafrechtliche Aufklärung insbesondere aus politischen Gründen unterblieb.

### Wissenschaftliche Aufarbeitung

#### Forschung
Nach der Rückgabe früherer Wehrmachtsunterlagen durch die Westalliierten an die Bundesrepublik Deutschland Anfang der 1960er wurden die ehemaligen Generale, die als Zeitzeugen und gestützt auf eigene Unterlagen die Deutung der Rolle der Wehrmacht bestimmt hatten, von jungen Historikern mit unangenehmen Fragen und Deutungen konfrontiert und man begann von Vernichtungskrieg zu sprechen. Das Militärgeschichtliche Forschungsamt begann die Arbeiten am quellengestützten Werk Das Deutsche Reich und der Zweite Weltkrieg. Die Geschichtswissenschaftler Martin Broszat, Helmut Krausnick, Andreas Hillgruber, Manfred Messerschmidt, Hans-Adolf Jacobsen und Christian Streit benannten in wichtigen Studien, welche Mitverantwortung an Verbrechen der Wehrmacht zukam. Dagegen blieb Raul Hilbergs Ergebnissen zur Rolle der Wehrmacht im Holocaust und Krausnicks Untersuchungen zur engen Zusammenarbeit zwischen Wehrmacht und SS-Einsatzgruppen eine breite Rezeption versagt. Omer Bartov kritisierte noch 1994 die Defizite der deutschen Wehrmachtsforschung zum Thema Holocaust.
Historische Forschungen ab den 1980er und 1990er Jahren belegen anhand von Zeugenaussagen, Prozessunterlagen, Feldpostbriefen, persönlichen Tagebüchern und weiteren Dokumenten die unmittelbare und systematische Beteiligung der Wehrmacht an vielen Massakern und Kriegsverbrechen, speziell in Ost- und Südosteuropa, sowie am Holocaust.
Nach der Kontroverse um die Ausstellung Vernichtungskrieg. Verbrechen der Wehrmacht 1941 bis 1944 initiierte Horst Möller, Direktor des Münchner Instituts für Zeitgeschichte und einer der schärfsten Kritiker der Ausstellung, das Projekt Wehrmacht in der NS-Diktatur mit Studien von Johannes Hürter, Dieter Pohl, Christian Hartmann und Peter Lieb.
Der Historiker Christian Hartmann befand 2009, „den Mythos von der ‚sauberen‘ Wehrmacht braucht niemand mehr zu entlarven. Ihre Schuld ist so erdrückend, dass sich darüber jede Diskussion erübrigt.“ Sein Fachkollege Hannes Heer konstatierte 2014 in Bezug auf die Verbrechen der Wehrmacht, dass diesbezüglich im Deutschland der Adenauer-Ära ein so gründlicher „Prozess einer kollektiven Amnesie“ stattgefunden habe, dass seine Folgen dauerhaft nachwirkten.
Die beobachtete Diskursverweigerung der Erlebnisgeneration gegenüber den Nachkriegsgenerationen im öffentlichen wie familiären Bereich wurde nach der Wehrmachtausstellung stärker auf ihre Ursachen untersucht. Dadurch verbreitete sich die Erkenntnis, dass die psychische Situation einer posttraumatischen Belastungsstörung der Soldaten und die gesellschaftliche Erwartungshaltung von einer „sauberen Wehrmacht“ die Verdrängungsmechanismen befördert hat.
Der Historiker David Harrisville sieht den Ursprung des Mythos schon in der Zeit des Krieges. Offiziere, Priester und Propagandisten der Kriegszeit hätten ein positives Bild gezeichnet und Rechtfertigungen geboten. Vor allem aber hätten die einfachen Soldaten (Landser) ihr Eigenbild von sich und der Wehrmacht nach Hause gebracht. In Feldpostbriefen hätten sie über ihre moralische Integrität, die Notwendigkeit des gerechten Krieges, und die teuflische Seite des Gegners berichtet und sich selbst als Opfer gesehen. Untaten waren Kriegsnotwendigkeiten falls sie überhaupt erwähnt wurden.

#### Ausstellungen

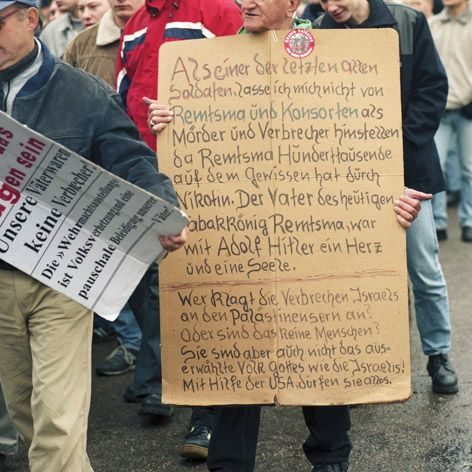
Bürgerbewegung gegen die Wehrmachtsausstellung, München 2002

Im Jahr 1991 eröffnete die Ausstellung Der Krieg gegen die Sowjetunion 1941 bis 1945, in der mit der Beschränkung auf die Generalstabs- und Führungsebene hauptsächlich Institutionen und keine Täter thematisiert wurden. Die Beteiligung der Wehrmacht am Judenmord wurde fast völlig ausgeblendet, und die Ausstellung führte zu keiner kontroversen Debatte.
1995 kam die Ausstellung Vernichtungskrieg. Verbrechen der Wehrmacht 1941 bis 1944 des Hamburger Instituts für Sozialforschung (HIS), die den grundsätzlich verbrecherischen Charakter des deutschen Raub-, Eroberungs- und Vernichtungsfeldzuges und die Wehrmacht als Schwungrad dazu zeigte. Zunächst löste die Ausstellung eine moderate öffentliche Debatte an den Ausstellungsorten aus. In München, Wien und Dresden kam es dann zu Demonstrationen und Krawallen, und in Saarbrücken gab es einen Brandanschlag. Eine erbitterte Debatte über die Kenntnis, Mitwirkung und Verantwortlichkeit der einfachen Soldaten und über die nationalsozialistische Vergangenheit wurde über die Medien und im Bundestag geführt. Schließlich bewirkte die Ausstellung eine landesweite Konfrontation mit dem Mythos und dessen Widerlegung. Auch wenn die Kernthesen der Ausstellung von der Forschung bestätigt wurden, setzte danach wieder ein „Verschwinden der Täter“ ein, ein Bedürfnis, das der Soziologe Harald Welzer mit seinem Buchtitel Opa war kein Nazi 2002 auf den Punkt brachte.
2001 präsentierte das HIS die konzeptionell geänderte Ausstellung Verbrechen der Wehrmacht. Dimensionen des Vernichtungskrieges 1941–1945, die von mehr Textdokumenten und weniger Fotos bestimmt war, was Hannes Heer als eine „Konsensausstellung“ mit dem „Verschwinden der Täter“ kritisierte.